# Listki
Listki – przysiółek wsi Lubienia w Polsce, położony w województwie świętokrzyskim, w powiecie starachowickim, w gminie  Brody.
W latach 1975–1998 przysiółek administracyjnie należał do województwa kieleckiego.
Wierni Kościoła rzymskokatolickiego należą do parafii Podwyższenia Krzyża Świętego w Lubieni.

## Położenie
Od zachodu graniczy z Klepaczami, od Lubieni 6 km.